# Съфолк (окръг, Ню Йорк)
Вижте пояснителната страница за други значения на Съфолк.
Окръг Съфолк (на английски: Suffolk County) е окръг в щата Ню Йорк, Съединени американски щати. Площта му е 6146 km², а населението – 1 492 953 души (2017). Административен център е град Ривърхед.